# 瓦尔省
瓦尔省（法語：Var，法語：[vaʁ] ⓘ）是法國普罗旺斯-阿尔卑斯-蔚蓝海岸大区所轄的省份，得名于瓦尔河。該省編號為83。